# 戚惊萱
戚惊萱（1947年—），中国上海人，祖籍浙江镇海县（今宁波市镇海区）。国际象棋国际大师。为中国第一代国际象棋专业棋手的领军人物。

## 简介
1961年，加入上海市体委的棋训班，学习国际象棋。1963年，就读于上海市体校。1964年，加入上海棋队。1981年，被国际象棋联合会授予国际大师称号。
曾率领为上海队获得13次团体冠军。亦曾担任国际象棋的中国国家队教练。曾带领谢军出战菲律宾，协助其获得第一个国际象棋女子世界冠军头衔。 

## 战绩
- 第三届全运会国际象棋比赛，男子冠军
- 1978年，全国国际象棋赛，男子冠军
- 1981年，中、法国际象棋对抗循环赛，男子个人冠军
- 达卡国际象棋等级赛，男子个人冠军
- 1982年，南斯拉夫国际象棋公开赛，男子冠军

| 前任： 陈德 | 中国国际象棋男子冠军 1975年 | 繼任： 陈德   |
| 前任： 陈德 | 中国国际象棋男子冠军 1978年 | 繼任： 李祖年 |